# São Pedro de Agostém
São Pedro de Agostém ist eine Gemeinde (Freguesia) im portugiesischen Kreis Chaves. In ihr leben 1323 Einwohner (Stand 19. April 2021).